# Острів Чистої Банки
Острів Чистої Банки (рос.: Чистой Банки) – острів у північно-західній частині Каспійського моря, в дельті Волги, у 27 км на південь від острова Зюдев. Адміністративно належить до Астраханської області, Росія. Довжина острова 6 км, ширина максимум 4 км.

## Ітиль
Чиста Банка – острів, біля якого локалізують давнє місто Ітиль. Дослідники припускають, що за декілька століть рівень Каспійського моря сильно підвищився і сучасна берегова лінія проходить набагато північніше колишньої, тому раніше острів Чиста Банка раніше був частиною материка та збігався з розташуванням Ітиля.
 
Р.М. Магометов провів розвідку на острові та знашов у його північній частині залишки валів. Однак професор Астраханського державного технічного університету П. Бухаріцин розповів, що у даному випадку йдеться про курйоз, оскільки «Вали цитаделі» насправді були насипані в 1960-х роках коли почався підйом рівня Каспію і вода стала підтоплювати розташовану на острові тваринницьку ферму. Магнітозйомка острова показала вельми невисоку ймовірність, що хозарська столиця була розташована саме тут. 

## Історія
Острів Чистої Банки утворився 1936 року на місці колишньої однойменної банки. 1936 року він підіймався над рівнем моря на 1 метр. 1950 року розміри острова складали 6 на 8 км. Острів був позбавлений рослинності та з поверхні складений дрібнозернистим піском волзького походження. У 1960-х роках поерхня острова вкрилась зарослями очерету, на острові з’явилось невелике поселення. 1982 року ширина острова складала з заходу на схід 8 км, довжина 12 км. У зв’язку з підвищенням рівня Каспію розміри острова значно скоротилось, а в період сезонного підому рівня води Каспійське море повністю покриває острів.

## Структура
Острів Чистої банки в основному являє собою очерет, який росте на болоті, через що катера не можуть близько підійти до острова. Тому за 400 метрів від острова перевантажують на байди, якими і везуть вантаж на острів. На острові є майданчик справжнього ґрунту розміром 25 на 50 метрів де розташовано три будиночки Рибінспекції.